# Félcserje

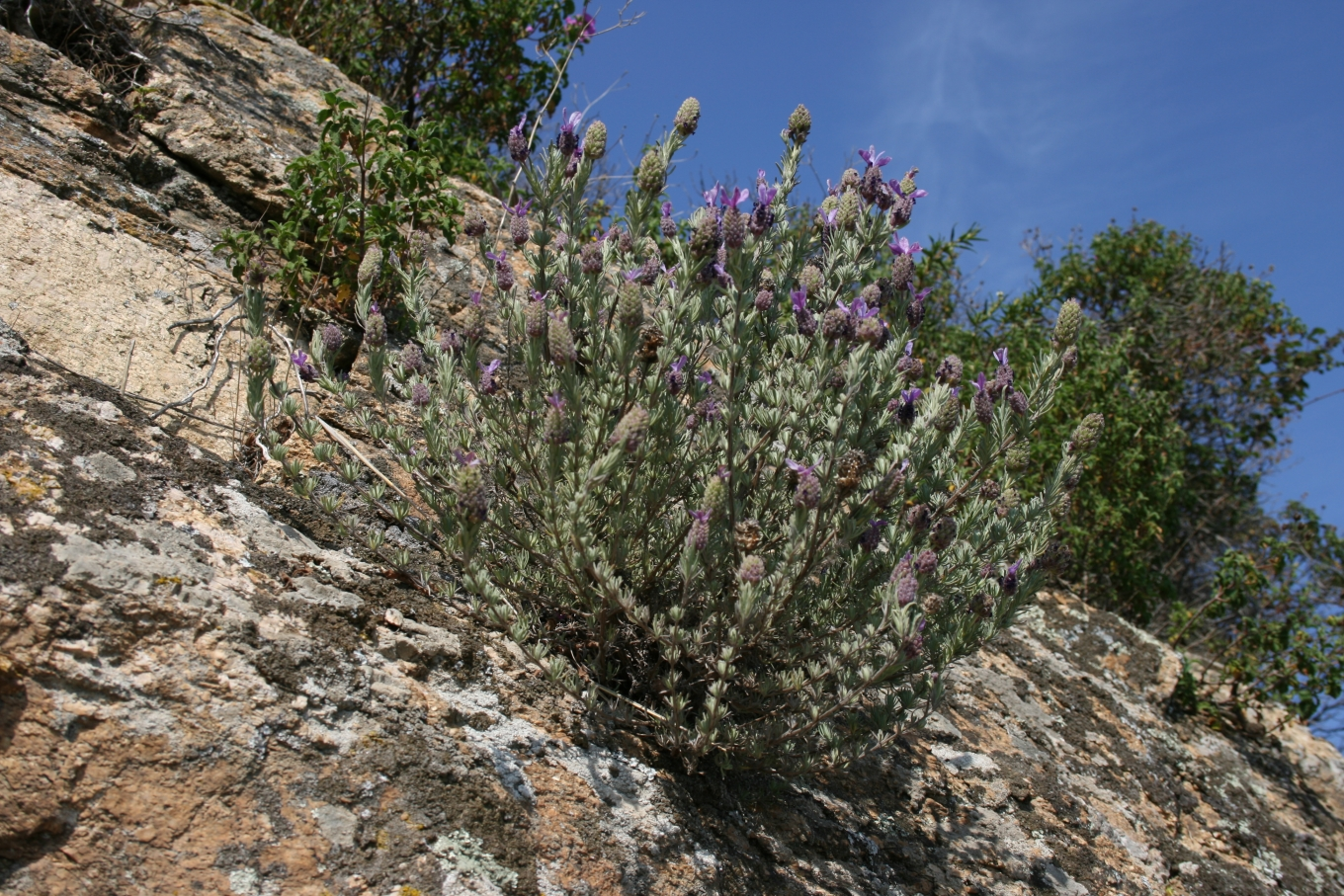
Spanyol levendula (Lavandula stoechas)

A félcserje (suffrutex) alacsonynövésű évelő növény, amely átmenet a cserje és a lágy szárú évelők között. Szára úgynevezett félcserjeszár, amelynek alsó része rövid szártagú, fás, áttelelő, amiből a felső részen lévő, hosszú, lágy szárú hajtások erednek. Ilyen például a kakukkfű, a levendula és a meténg.